# Gai Cluïli
Gai Cluïli (llatí: Gaius Cluilius) va ser, segons Titus Livi, rei d'Alba Longa.
Com a rei de la ciutat llatina, va haver de defensar-la de les aspiracions annexionistes de Tul·lus Hostili, rei de la veïna Roma. Va morir, però, just abans del començament de les accions bèl·liques de forma aparentment natural. Es diu que la gens Clèlia, forma clàssica antigament Cluília, provenia de Gai Cluïli.
Els generals d'Alba Longa van proclamar com a successor seu el cap de l'exèrcit albà Meci Fufeci.